# Husbands
Pour les articles homonymes, voir Husbands (homonymie).
Pour plus de détails, voir Fiche technique et Distribution.
Husbands est un film américain, le cinquième réalisé par John Cassavetes après Faces et avant Minnie and Moskowitz, sorti en 1970 aux États-Unis.
Le film sort en 1972 en France. 

## Synopsis
Trois quadragénaires, le publicitaire Harry, le journaliste Archie et le dentiste Gus, à la tête de familles apparemment sans histoire, apprennent la mort de leur quatrième ami, Stuart. Après l'enterrement, ils ne peuvent se quitter et se lancent dans une nuit de dérive dans le métro, sur un terrain de sports, dans une piscine, pour échouer dans l'habituel bar de nuit où interminablement ils boivent. Le lendemain, ils tentent, en vain, de reprendre la vie quotidienne, et sur un coup de tête de Harry, ils décident de tout plaquer là et de partir pour Londres. Après une soirée au casino, où ils se comportent en insupportables touristes américains en pays conquis, ils emmènent des filles dans leurs chambres d'hôtel. L'échec sexuel est général et complet. Alors ils dansent gentiment. Harry veut prolonger son séjour en Angleterre, Archie et Gus rentrent à la maison, les bras chargés de cadeaux pour les enfants.

## Fiche technique
- Titre : Husbands
- Titre original : Husbands
- Réalisateur : John Cassavetes
- Scénario : John Cassavetes
- Production : Al Ruban & Sam Shaw pour Faces Music
- Musique : Ray Brown
- Photographie : Victor J. Kemper
- Montage : Tom Cornwell, Peter Tanner, Jack Woods
- Pays d'origine : États-Unis
- Langue : anglais
- Format : Couleurs - Mono - 35mm
- Genre : Comédie dramatique
- Durée : 125 minutes (version cinéma), 136 minutes (version longue)
- Date de sortie : 1er décembre 1970

## Distribution
- Ben Gazzara : Harry
- John Cassavetes : Gus Demetri
- Peter Falk : Archie Black
- Jenny Runacre : Mary Tynan
- Jenny Lee Wright : Pearl Billingham
- Noelle Kao : Julie
- John Kullers : Red
- Meta Shaw Stevens : Annie
- Leola Harlow : Leola
- Dolores Delmar : La Comtesse (elle-même)

## Contexte, tournage et accueil du film
Il s'agit du premier film en couleurs de John Cassavetes. De même, c'est le premier de ses films où tourneront Peter Falk et Ben Gazzara, qui rejoindront définitivement l'équipe d'amis dans l'aventure cassavetienne. Pour leurs rôles, Anthony Quinn et Lee Marvin avaient d'abord été pressentis. C'est aussi la première fois que John joue dans un de ses films. Le film est très préparé, même si c'est en plusieurs phases fluctuantes, mais comporte une très longue scène d'improvisation où, dans le bar de nuit, les trois amis persécutent une femme (l'actrice, Leola Harlow, n'est manifestement pas prévenue de ce qui va lui arriver) en l'obligeant à recommencer à chanter sans cesse une chanson. Cassavetes ne peut retenir ses rires au second rang, on a pu y voir une sorte de métaphore des rapports entre l'acteur et son metteur en scène. De même, le personnage de la Comtesse (Dolores Delmar) dans le casino londonien est manifestement pris sur le vif.
À propos de ce film John Cassavetes a rédigé des Notes sur la réalisation d'un film, publiées en France dans la revue de cinéma Positif no 431 en janvier 1997.  Il y explique en particulier l'importance fondamentale qu'ont pour lui les acteurs, qu'il faut protéger à tout prix des techniciens, de l'équipe de tournage, qu'il considère comme des mercenaires professionnels, alors que, pour les acteurs « Aucun degré d'indulgence n'était trop grand, aucune petite victoire ne pouvait être suffisamment glorifiée, et jamais je n'accordais trop de temps dans les vingt-quatre heures pour soutenir l'ego de l'acteur et garder à l'esprit l'importance du film. »
Comme souvent, John Cassavetes montera deux versions du film. Mais cette fois, ce ne sera pas pour obéir à des impératifs commerciaux, ou de producteurs, mais pour transformer ce qui était d'abord une comédie légère autour du personnage de Harry, en un drame plus grave avec trois protagonistes d'égale importance dramatique.
Par ailleurs André S. Labarthe et Hubert Knapp ont tourné en 1969 un très riche documentaire, John Cassavetes, pour la série Cinéastes de notre temps, qui est presque uniquement consacré au tournage de Husbands.

## Distinctions
- 1971. Golden Globe, John Cassavetes, nommé pour le meilleur scénario.